# Естелла Блен
Естелла Блен (фр. Estella Blain; справжнє ім'я Мішлін Естелла фр. Micheline Estellat; 30 березня 1930, Париж, Франція — 1 січня 1982, Пор-Вандр, Франція) — французька акторка. Знялася в понад 20 фільмах впродовж 1954—1981 років.

## Біографія
Дитинство акторки пройшло на Монмартрі, що є найвищою точкою Парижу. У неї було двоє сестер та брат. Одна з її сестер працювала на викладацькій роботі. 
 Акторка з дитинства мріяла досягти успіху та визнання, тому старанно навчалася на Драматичних курсах Рене Сімона, працювала у театрі Гран-Гіньоль. 
 В 1953 році вийшла заміж за актора Жерара Блена, а в 1957 вони розлучилися. В 1971 мала короткотривалі стосунки з турецьким актором Деміром Караханом. 
 Після розлучення вона вирішила зберегти прізвище чоловіка від першого шлюбу. Акторка підтримувала дружні стосунки з П'єром Лазареффом. Смерть друга стала початком падіння для акторки. Постійні зміни у кіноіндустрії та нервові розлади призводять до того, що вона починає вживати антидепресанти. 
 В 1977—1981 акторка використовувала всі свої професійні зв'язки заради кар'єри сина Мішеля, якого вона народила у другому шлюбі. Останній фільм за її участі L'Oiseau Bleu вийшов на екрани в 1981. 
 1 січня 1982 року Естеллу знайшли мертвою в саду її будинку. Вона вчинила самогубство здійснивши постріл собі у голову зі зброї друга. Їй був 51 рік. Її тіло було відтранспортовано до Тулузи та піддано процедурі кремації у Cornebarrieu.

## Фільмографія
- 1954 — Службова драбина (Escalier de service)
- 1957 — Гімназистки (Les Collégiennes)
- 1959 — Звіра випущено (Le Fauve est lâché)
- 1959 — Тральщики (Les Dragueurs)
- 1960 — Ворог в тіні (L'ennemi dans l'ombre)
- 1960 — Готель «Білий кінь» (Im weißen Rößl)
- 1965 — Анжеліка і король (Angélique et le roy)
- 1968 — В театрі сьогодні увечері (Au théâtre ce soir)
- 1968 — Життя вночі (Vivre la nuit)
- 1974 — Озвірілий баранчик (Le mouton enragé)